# Provincia di Kastamonu
La provincia di Kastamonu (in turco Kastamonu ili) è una provincia della Turchia.

## Geografia antropica

### Suddivisioni amministrative

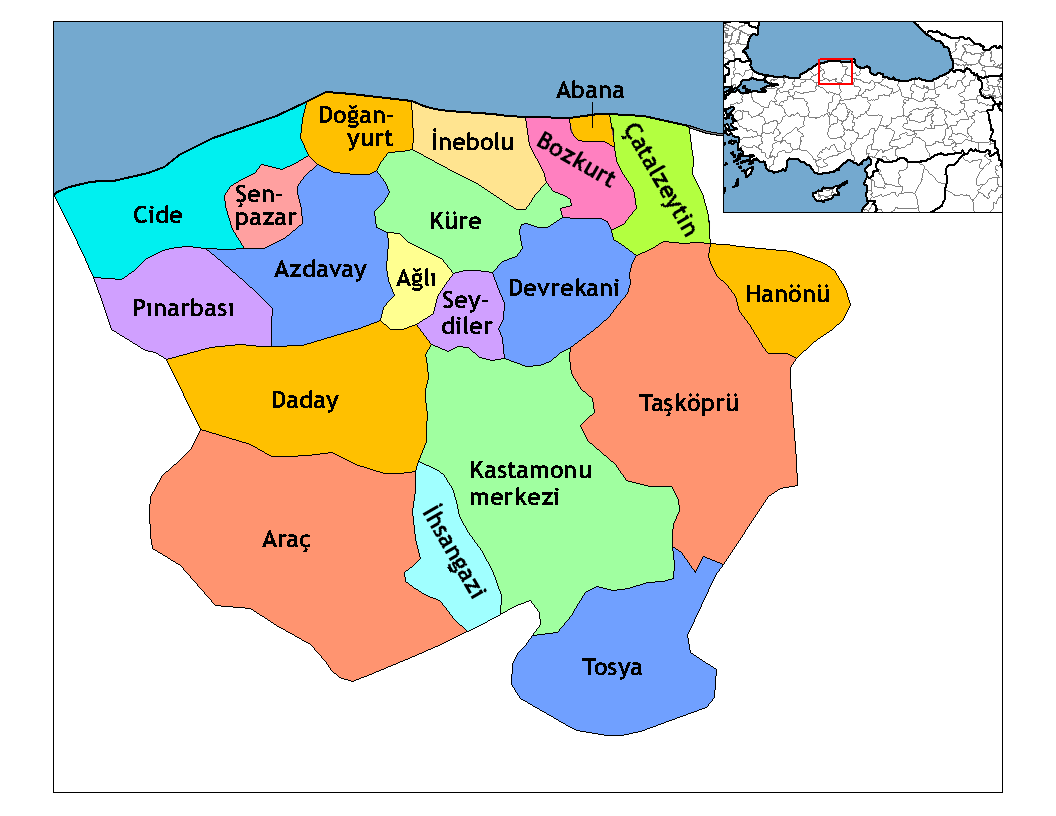
Distretti della provincia di Kastamonu

La provincia è divisa in 20 distretti:
| - Kastamonu (centro) - Abana - Ağlı - Araç - Azdavay - Bozkurt - Çatalzeytin - Cide - Daday - Devrekani | - Doğanyurt - Hanönü - İhsangazi - İnebolu - Küre - Pınarbaşı - Şenpazar - Seydiler - Taşköprü - Tosya |

Fanno parte della provincia 21 comuni e 1.072 villaggi.